# Hyperion (Babylon 5)
Crucișătorul greu din clasa Hyperion este un model de navă spațială ficțională în universul Babylon 5.
Clasa Hyperion reprezintă un model mai vechi de navă de luptă al Alianței Terestre,mai mic și mai puțin înarmat decât noul model de distrugător din clasa Omega,dar cu toate acestea încă performant. Hyperion și-a trăit momentele de glorie în timpul războaielor cu Dilgarii și cu Minbarii,fiind principala navă de luptă pe linia frontului,alături de cuirasatele din clasa Nova. Deși majoritatea navelor din această clasă au fost distruse către sfârșitul războiului dintre Pământ și Minbari,ele mai reprezintă încă o prezență familiară în flota terestră,fiind folosite adesea pentru a patrula pe distanțe lungi sau pentru a escorta distrugătoarele mai noi și mai performante. În 2281,crucișătoarele Hyperion se aflau încă în serviciu.

## Specificații tehnice
Cu o lungime de 1025.39m și o masă de 8,400,000 tone,Hyperion poate purta alături de cei 356 de membri ai echipajului și 200 de soldați. Modelul beneficiază de un puternic armament,reprezentat de cele două țevi ale tunului cu plasmă amplasat frontal,câte două turele cu particule/laser amplasate lateral pe carcasa anterioară,opt turele ale tunurilor mijlocii cu pulsație amplasate de-a lungul întregii nave și două lansatoare grele de rachete. Capacitatea defensivă este întărită de o rețea defensivă standard și de carcasa blindată a cărei grosime variază între 6 și 8 metri. Navele din clasa Hyperion pot purta 6 interceptoare Starfury și două navete și,precum majoritatea navelor de o asemenea mărime,sunt capabile să-și creeze singure puncte de intrare în hiperspațiu.

## Exemple notabile
- EAS Aegean: Crucișător care a luptat de partea lui Sheridan în timpul războiului civil și care poate fi văzut în hiperspațiu în spatele navei Agamemnon în episodul Endgame.

- EAS Clarkstown: Această navă este cea care a prins într-o ambuscadă nava-amiral a generalului Hague,EAS Alexander,lângă stația de transfer Io după începutul rebeliunii împotriva președintelui Clark. Generalul Hague a fost ucis în timpul atacului ceea ce l-a adus la comandă pe maiorul Ryan care,după anumite ezitări,a dat ordinul de a deschide focul și de a-l distruge pe Clarkstown,al cărui căpitan,Maxwell,era un prieten al lui Hague și un cunoscut al lui Ryan.

- EAS Excalibur: Una dintre navele trimise de Alianța Terestră să-l oprească pe Hague lângă punctul de transfer Io,a fost avariată în timpul luptei,ceea ce a permis navei lui Hague,EAS Alexander,să scape.

- EAS Hyperion: Sub comanda căpitanului Pierce,a participat la războiul dintre Pământ și Minbari.

- EAS Lexington: Comandată de Roger Stearns și John Sheridan,a participat la distrugerea Stelei Negre.

- EAS Prometheus: Comandată de căpitanul Michael Jankowski,aceasta este nava care a provocat războiul dintre Pământ și Minbari atunci când în iulie 2245 a deschis focul asupra navei Minbari Valen'tha în timpul primului contact dintre cele două rase. Prometheus a fost distrusă în timpul războiului care a urmat.